# 東北地方太平洋沖地震に関する天皇陛下のおことば

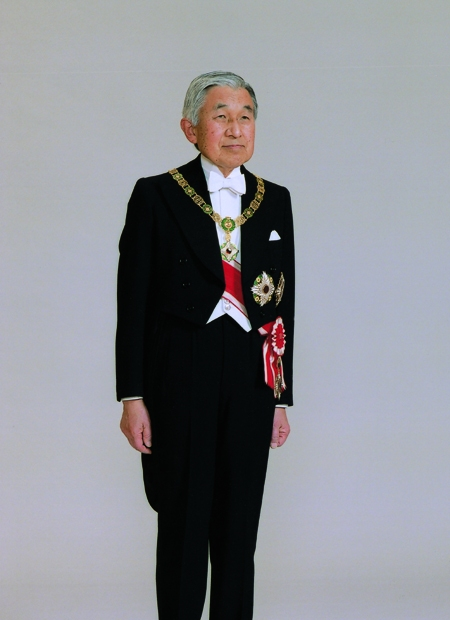
天皇明仁

東北地方太平洋沖地震に関する天皇陛下のおことば（とうほくちほうたいへいようおきじしんにかんするてんのうへいかのおことば）とは、2011年（平成23年）3月16日16時35分（日本時間、以下同）に放送された、第125代天皇明仁自らによるビデオ映像を用いて国民向けに発せられたおことばである。正式名称は特に定まっていないため、単に「ビデオメッセージ」、「おことば」と呼ばれることも多いが、宮内庁の公式サイトにおいては、「東北地方太平洋沖地震に関する天皇陛下のおことば」のタイトルを使用している。

## 概説
2011年（平成23年）3月15日、天皇は宮内庁長官・侍従長と相談の上、国民向けのビデオメッセージを放映することを決定し、皇后と相談しながら原稿作成を進め、翌日の3月16日午前中までに完成。同日15時にはビデオの収録を開始し、天皇はビデオカメラの前で「おことば」として読み上げた。メッセージは、東日本大震災・福島第一原子力発電所事故の状況を憂慮し、防災関係者を労い、被災者を激励する内容であった。
16時35分から、日本放送協会（NHK）をはじめとする、日本の大部分の放送局が録画されたビデオメッセージを報道特別番組の一環として放送した。その際に緊急の情報が入った場合は、そちらを優先してほしいとの天皇の意向も各局に伝えられていた。
天皇が不特定多数の日本国民に対し、マスメディアを通じて自らメッセージを伝えたことが1945年（昭和20年）8月15日の終戦の玉音放送に喩えられ、一部で「平成の玉音放送」とも表現された。